# Опікун (фільм, 1990)
Опікун (англ. The Guardian) — американський фільм жахів 1990 року.

## Сюжет
Філ і Кейт молода подружня пара переїжджають жити в Лос-Анджелес. Скоро у них народжується дитина, і вони наймають няню на ім'я Камілла. Але батьки не знали, що Камілла викрадає дітей, щоб приносити їх у жертву демонічному дереву.

## У ролях
| Актор             | Роль           |
| ----------------- | -------------- |
| Дженні Сігроув    | Камілла        |
| Дуайр Браун       | Філ            |
| Кері Лоуелл       | Кейт           |
| Бред Голл         | Нед Рансі      |
| Мігель Феррер     | Ральф Гесс     |
| Наталія Ногуліч   | Моллі Шерідан  |
| Памела Бралл      | Гейл Красно    |
| Гері Свенсон      | Аллан Шерідан  |
| Джек Девід Волкер | панк           |
| Віллі Парсонс     | панк           |
| Френк Нун         | панк           |
| Тереза Рендл      | Арлін Рассел   |
| Ксандер Берклі    | детектив       |
| Рей Рейнгардт     | доктор Клейн   |
| Джейкоб Гельман   | Скотті         |
| Ірис Бет          | місіс Горніман |
| Ріта Гомез        | Росаріа        |